# Africa Centrală

Locația pe hartă a Africii Centrale

Africa Centrală este o regiune care cuprinde următoarele țări ale continentului african:
- Burundi
- Republica Centrafricană
- Ciad
- Republica Democrată Congo
- Rwanda